# 傅弘都
傅弘都（1581年—1611年），字仲美，號象源，山東濟南府武定州人，明朝政治人物。

## 生平
傅弘都是萬曆三十一年（1603年）癸卯科舉人，次年（1604年）聯捷進士，獲授河內知縣，任內整治奸吏，案件全清。之後他陞任戶部主事，因憂慮時事而擅於調停，三十歲去世，人們都為他可惜。